# Heimersdorf
Heimersdorf é uma comuna francesa na região administrativa de Grande Leste, no departamento Alto Reno. Estende-se por uma área de 7,64 km². Em 2010 a comuna tinha 675 habitantes (densidade: 88,4 hab./km²).